# Махасен ал-Катиб
Махасен ал-Катиб (1993 – 18. октобар 2024) била је палестинска уметница, специјализован за илустрације и дизајн ликова. Дошла је до изражаја током израелске инвазије на Газу. Током овог тешког периода рата, она је користила визуелну уметност да би приказала искушење и ужасе током израелске војне кампање, ширила палестинску ствар и залагала се за људска права.

## Уметнички позив
Две недеље пре 7. октобра сву своју уштеђевину уложила је у студио, где је настојала да стекне професионалну независност. Међутим, студио је уништен у рату. Користила је сав приход који је стекла да издржава своју породицу. Такође је обезбедила бесплатне онлајн курсеве за друге Палестинце који су тежили напредовању у уметничком стваралаштву.
Сматрана талентованом уметницом, преносила је снажне наративе везане за сурову ратну стварност са којом се суочава, често путем друштвених медија. Израелске власти су угасиле готово сву интернет конекцију у Гази, за шта се често ослањала на друштвене мреже, попут Инстаграма, да би ширила своју уметничку продукцију. Ал-Катиб је сарађивала са многим арапским агенцијама и међународним институцијама.
Она је дизајнирала свој последњи рад, под насловом Tell me what you’re feeling when you see anybody burning, у знак сећања на Шабана ал-Далуа, 19-годишњака који је изгорео у израелском бомбардовању болнице ал-Акса неколико дана раније. Ал-Катиб је умрла убрзо након што је погођена израелским гранатирањем у њеном суседству.